# Фаена, Себастьян
Себастья́н Фае́на (англ. Sebastian Faena, род. 15 сентября 1980 год, Буэнос Айрес, Аргентина) — аргентинский модный фотограф и кинорежиссёр еврейско-сирийского происхождения. Получил известность, благодаря работе с такими модными изданиями, как Harper’s Bazaar, V Magazine и Vogue.

## Биография
Себастьян Фаена родился в семье довольно успешных сирийских производителей текстильных материалов. Ещё с детства он увлекался музыкой, кино и рисованием. В 16 лет Себастьян переехал в Америку и два года изучал музыку и литературу в Колумбийском университете в Нью-Йорке, однако не закончил обучение и бросил университет. С 16 лет начал работать фотографом в нью-йоркских модных изданиях. В этот период он знакомится с британским фотографом Марио Тестино, который предлагает Себастьяну показать своё портфолио. В 19 лет Себястьян начинает работать с Марио Тестино для модного журнала V Magazine, но вскоре он решает оставить на время работу фотографа, вернуться в Буэнос Айрес и снять фильм. В интервью аргентинскому изданию журнала Harper’s Bazaar Себастьян признался, что на его решение переехать из США в Аргентину также повлияла трагедия, случившаяся 11 сентября 2001, когда в Нью-Йорке в результате террористического акта были разрушены башни Всемирного торгового центра. В момент столкновений самолётов с башнями Себастьян находился в самолёте, который должен был совершить посадку в Международном аэропорту им. Джона Кеннеди. По словам фотографа, эта трагедия оказала на него сильный эмоциональный эффект:

Я был в самолёте и ждал посадки в Нью-Йорке и чувствовал, что здесь мне не место. Я бросил всё и вернулся в Буэнос-Айрес.
Оригинальный текст (исп.)Yo estaba en un avión por aterrizar en Nueva York y sentí que ya no era mi lugar. Largué todo y me volví a Buenos Aires.

Его дебютной картиной стал фильм La Mujer Rota (Разбитая женщина), который получил положительные рецензии критиков в 2007 году.
После своего дебюта в кинематографе Себастьян бросает режиссёрскую работу и живёт в небольшом городке, где занимается музыкой и делает мармелад. Однако через год он снова встречает Марио Тестино, который предлагает ему стать художественным директором в своей студии. Себастьян принимает предложение и через месяц переезжает работать в Лондон.

Это было мое спасение. Я выбирал между возможностью работать с Марио и найти своё место в обществе или продолжать делать мармелад в поле. Через месяц я уже жил в Лондоне.
Оригинальный текст (исп.)Fue una salvación. Era quedarme haciendo mermeladas en el campo o ir a trabajar con Mario y reinsertarme en el sociedad. Al mes, ya vivía en Londres.

Работая в Лондоне, Себастьян знакомится с Карин Ройтфельд и становится фотографом для её модного журнала CR Fashion Book. Сейчас молодой фотограф принимает участие в создании каждого выпуска издания.
Себастьян Фаена работал с такими знаменитостями, как Леди Гага, Кейт Аптон, Ирина Шейк, Милла Йовович, Селин Дион, Синди Кроуфорд и Дарья Вербова.
Сейчас Себастьян работает и живёт в Нью-Йорке.